# Hermann Gryn

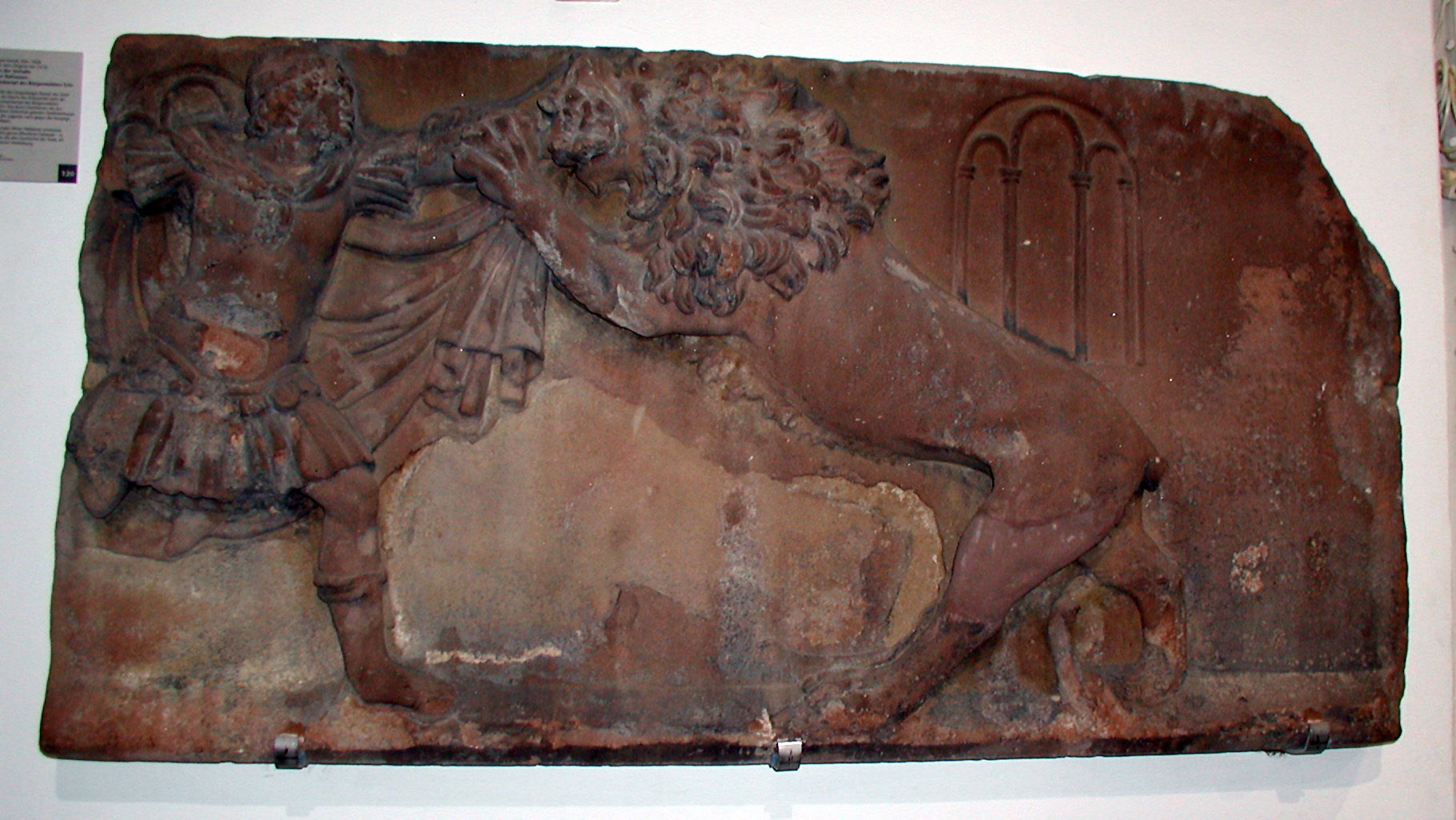
Gryns Kampf mit dem Löwen (Relief Zeughaus)

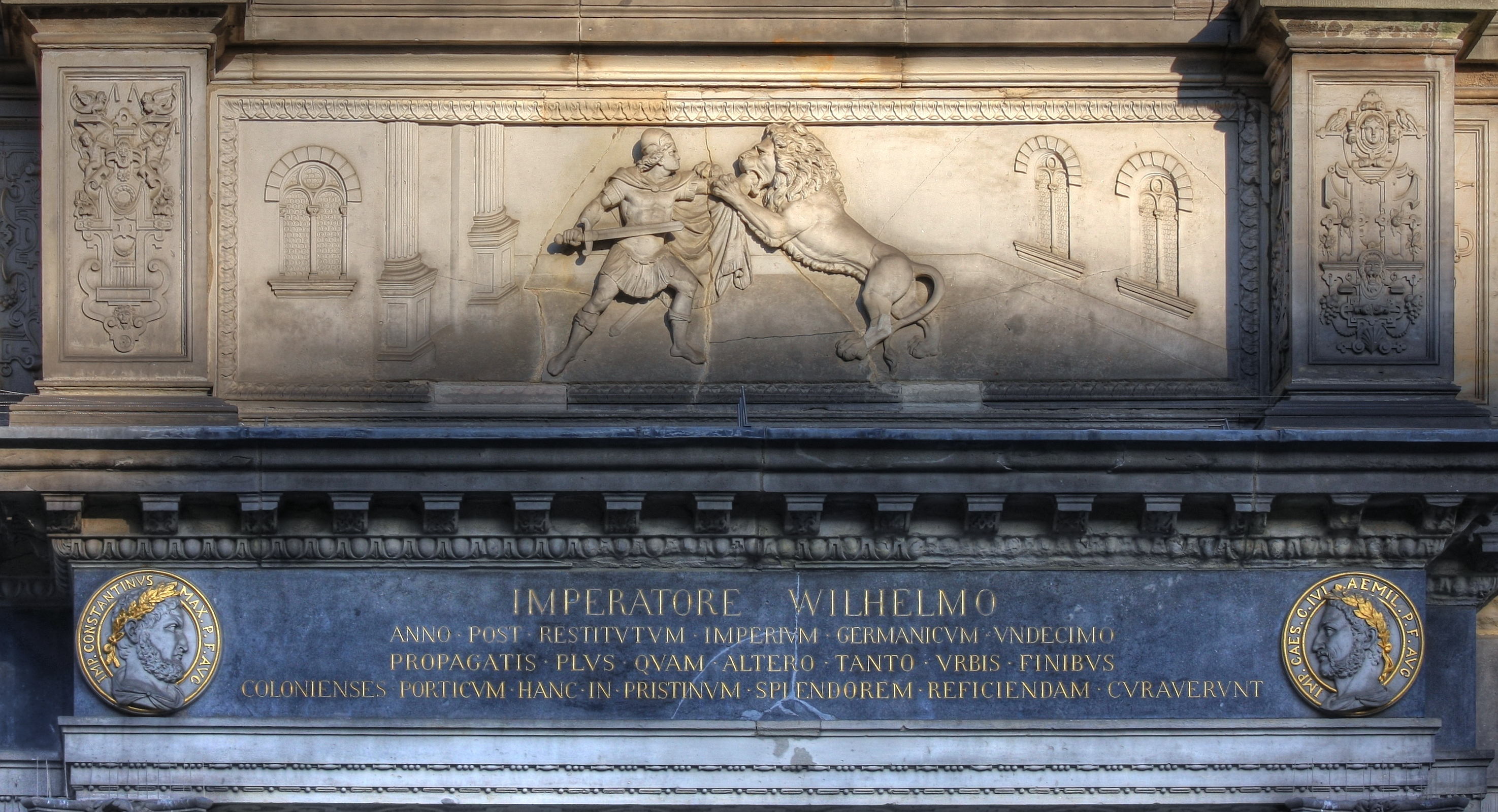
Mittleres Relief an der Rathauslaube des Kölner Rathauses

Hermann Gryn (auch Grin) ist ein fiktiver Bürgermeister einer Kölner Sage, deren Geschichte sich 1262 zugetragen haben soll.

## Die Sage von Bürgermeister Gryn
Nach dieser Sage soll der Erzbischof Engelbert II. von Falkenburg einen Löwen besessen haben, der von seinen beiden Domherren aufgezogen wurde. Der Bürgermeister Gryn stand im steten Streit mit Erzbischof Engelbert, da er versuchte, die Bürgerrechte gegen den Einfluss des Erzbistums zu verteidigen. 
Die Domherren, die gut mit dem Erzbischof befreundet waren, luden den Bürgermeister zu einem Gastmahl ein. Vor dem Essen lenkten die Domherren das Gespräch auf den Löwen, den sie hatten fasten lassen, und boten dem Bürgermeister an, sich ihn anzusehen. Nach dem Öffnen der Tür stießen die Domherren jedoch den Bürgermeister in den Löwenzwinger und schlossen sogleich die Tür. Der Bürgermeister schlang sich seinen Mantel um den Arm, stürzte sich mit seinem Schwert auf den zum Sprung ansetzenden Löwen, stieß seinen geschützten Arm in das aufgerissene Maul und durchbohrte dem Löwen das Herz. Es wird berichtet, dass am nächsten Tage der spätere König Rudolph I. nach Köln kam und von den Vorgängen erfuhr. Er ließ die beiden Domherren an einem Balken der Pfaffenpforte aufhängen.
Der oberhalb der Pfaffenpforte angebrachte Löwenkopf weist auf diese Sage hin, die den anhaltenden Streit zwischen Stadt und Erzbischof symbolisierte. Chroniken des späten 15. Jahrhunderts zufolge trug sich diese Episode im Jahre 1262 zu.
Zu Ehren dieses mutigen fiktiven Bürgermeisters wurde 1573 der Kampf zwischen Gryn und dem Löwen an der Fassade der Laube des Kölner Rathauses in Stein gehauen. Tatsächlicher Bürgermeister zu jener Zeit war Richwin Gryn (1271–1272), dessen Familienstamm zum Kölner Patriziat gehörte.

## Entstehung und Deutung
Hermann Gryn (Grin) gehörte zum Kölner Patriziat und existierte tatsächlich. Verschiedene Hermann Gryn des weitverzweigten Geschlechts der Gryn tauchten in der Kölner Stadtgeschichte auf. Der erste Hermann fungierte 1218 als Schöffe. Als Amtmann gab es einen gewissen Herimannus Gryn, Sohn des Ricolfus (Richolf) Gryn. Herimannus war zur Zeit des Schöffen Johannes Overstolz als Amtmann tätig (1230). Hermann Gyn bezeugte 1251 einen Bündnisvertrag mit dem Herzog von Brabant. Bürgermeister war Hermann Gryn – in dieser Schreibweise – ersichtlich jedoch nicht, wohl aber – wesentlich später – um 1300 Marsilius Gryn. Allerdings zitiert der Historiker Friedrich Everhard von Mering 1838 aus einem Verzeichnis der Kölner Bürgermeister von 1216 bis 1396, wonach im Jahre 1258 Ludowicus de Müllengaßen (Ludwig von der Mühlengasse) und 1262 Hermannus Greyn als Bürgermeister verzeichnet gewesen war. Sollte es sich hierbei um einen Schreib- oder Übertragungsfehler handeln, wäre Hermann Gryn tatsächlich zu jener Zeit Bürgermeister bis 1267 gewesen, als ihm Ludowicus Weis nachfolgte.
Die Sage kann auch damit zusammenhängen, das Hermann von Vitinghoven, ein Vertrauter des Erzbischofs Engelbert II., am 8. Juni 1262 die Gemeinde vor dem Rathause versammelte, um ihr mitzuteilen, dass der Erzbischof ab sofort einen der Bürgermeister und einen Schöffen selbst einsetzen wolle. Außerdem verlange der Erzbischof die Abgabe von Lebensmitteln und eine Vermögensteuer. Die aufgebrachten Bürger griffen zu den Waffen und kämpften gegen die Leute des Erzbischofs.
Der Löwenkampf steht als Symbol für die andauernden Auseinandersetzungen zwischen Stadt und Erzbischof, die zur Zeit des Erzbischofs Engelbert II. ihren Höhepunkt erreichten. Eine mögliche Erklärung für die Entstehung der Sage ist, dass die einflussreiche Familie Gryn, die zu den von Kaiser Trajan in Köln angesiedelten legendären 15 römischen Familien aus senatorischem Adel gehörte, ebenso wie Engelbert den Löwen im Wappen führte. Zudem gab es in Köln nachweislich eine römische Skulptur mit der Darstellung des Kampfes zwischen Herkules und dem Löwen sowie zwei in die Pfaffenpforte eingemauerte Löwenköpfe.